# 小池浩司
小池 浩司（こいけ こうじ、1962年12月9日 - ）は、日本の元舞台俳優、声優。長野県飯田市出身。以前はテアトル・エコーに所属していた。
現在は引退しており、レストラン「キッチンこいけ」を開店してシェフになっている。

## 人物
星座はいて座。
長野県飯田高等学校卒業。
飯田市在住。
テアトル・エコーに入団する前は九プロダクション、惟プロダクションに所属していた。
俳優として舞台に出演するだけではなく、声優としても活動していた。
小学生の頃は帝国ホテルの料理長になることが夢だった。
妻は元宝塚歌劇団スターで、バレエ・ダンス教室「伊吹あいミュージカルスタジオ」を主宰する伊吹あい。

## 出演
太字はメインの役。

### 舞台
- ラ・マンチャの男（1995年 - 2000年、護衛兵役）※東宝[4]
- スカーレット（1996年）※帝国劇場[5]
- くしゃみ／the Sneeze（2002年）※新国立劇場[6]
- アリスとメルヘン人形たち（魔王役）※劇団しゅうくりー夢[7]
- ピーターパン（海賊の声）※劇団飛行船[8]
- 桃太郎（鬼王の声）※劇団飛行船[9]

### テレビドラマ
- 連続テレビ小説 天うらら（1998年、NHK）
- 史上最悪のデート（2000年、日本テレビ）

### 吹き替え

#### 映画
- アート・オブ・ウォー ※ソフト版
- イギリスから来た男
- エージェント・コーディ（フランソワ・モレイ〈アーノルド・ヴォスルー〉）
- エバーラスティング 時をさまようタック（運転手〈レスター・ホーン〉）
- オール・アバウト・マイ・マザー
- カーリー・スー
- グッドフェローズ
- グッドモーニング, ベトナム（軍曹）※VHS版
- スタートレックシリーズ ※ソフト版
  - スタートレックIV 故郷への長い道
  - スタートレックV 新たなる未知へ
  - スタートレックVI 未知の世界
- ソルジャー ※フジテレビ版
- チンパンジー・ジェニー
- ハーモニーベイの夜明け（ピーター〈トーマス・Q・モリス〉）
- ブラック・ハート（ルーク〈ジェームズ・ルッソ〉）
- モンスーン・ウェディング（ライ）
- フリントストーン2/ビバ・ロック・ベガス
- プロビデンス（ケリー）
- リプレイスメント（ジャンボ・フミコ〈エース・ヨナミネ・シゲオ〉）
- レインマン ※ソフト版

#### ドラマ
- アニマル・レスキュー・キッズ（ロイ）
- アリー my Love
- ER緊急救命室（ヘルナンデス）
- どこかでなにかがミステリー（マーク）
- ハイスクール・ウルフ（ポール）
- ヤング・スーパーマン[10]
- ロズウェル - 星の恋人たち（カジノの警備員）

#### アニメ
- アラジンシリーズ
  - アラジン完結編 盗賊王の伝説
  - アラジンの大冒険
- トイ・ストーリーシリーズ（ロッキー・ジブラルタル〈ジャック・エンジェル〉）
  - トイ・ストーリー（ミスター・シャーク〈ジャック・エンジェル〉、ミスター・マイク〈ジャン・ラブソン〉）
  - トイ・ストーリー2（空港の職員〈ジェス・ハーネル〉）
- ムーラン

### 特撮
1995年
- 重甲ビーファイター（戦闘メカ・マッチョNO.5の声）

1996年
- 超光戦士シャンゼリオン（ガメレオの声）
- ビーファイターカブト（滅花獣グロバの声）

1997年
- 電磁戦隊メガレンジャー（ライオンネジラーの声）

1999年
- 星獣戦隊ギンガマン（ダングスの声）
- 救急戦隊ゴーゴーファイブ（地震サイマ獣クエイクロスの声）

### テレビアニメ
1995年
- 獣戦士ガルキーバ

1996年
- スレイヤーズNEXT（手下2）

1997年
- スレイヤーズTRY（男B）
- フォーチュン・クエストL（兵士）

1999年
- 今、そこにいる僕（兵士）

### OVA
1990年
- 緑山高校 甲子園編（東郷）

1995年
- 緑山高校 甲子園編 ～衛星アニメ劇場版～（東郷）

 1996年 
- ダーティペアFLASH3（インフォメーション）

### ドラマCD
- 宝島（ハンズ）
- ドン・キホーテ（猛獣使い）

### 人形劇
- こどもにんぎょう劇場「ごんぎつね」

### テーマパーク
- 東京ディズニーシーのアトラクション「トイ・ストーリー・マニア!」（ロッキー・ジブラルタル[11]）